# Ormiston Market Cross

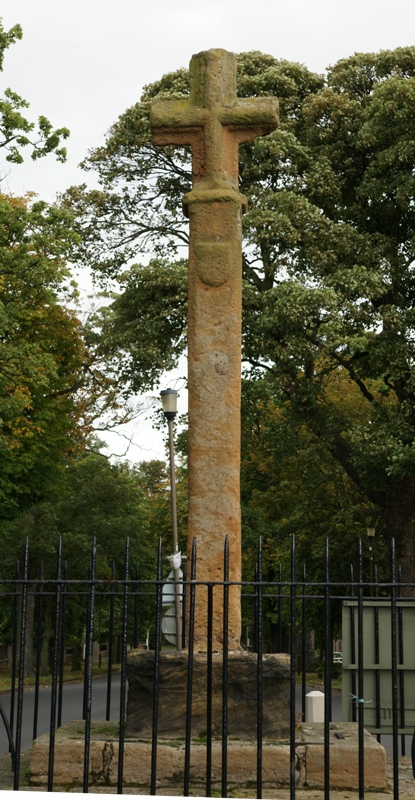
Ormiston Market Cross.

Het Ormiston Market Cross is een marktkruis uit de vijftiende eeuw, staande in Ormiston in de Schotse regio East Lothian.

## Beschrijving
De vroege geschiedenis van het Ormiston Market Cross is onbekend. Vermoedelijk werd het kruis in de vijftiende eeuw opgezet als marktkruis. Dit kruis gaf aan dat de stad het recht had om een markt te houden. Een beschrijving uit 1792 vertelt dat het kruis in het midden van de straat stond opgesteld.
Een marktkruis diende als focus voor de middeleeuwse gemeenschap en diende ook als de plaats waar misdadigers werden bestraft. De krammen waarmee de ketenen van de misdadigers aan het kruis werden bevestigd zijn nog aanwezig.
Op de vierzijdige kolom van het kruis bevindt zich aan de voorzijde een schild, waarop vermoedelijk het koninklijk wapen was afgebeeld of een ander adellijk wapen. Het bijzondere van het marktkruis in Ormiston is dat het daadwerkelijk voorzien is van een kruis in tegenstelling tot de meeste marktkruisen in Schotland.
Het kruis is geplaatst op een moderne basis.

## Beheer
Het Ormiston Market Cross wordt beheerd door Historic Scotland.